# Динка (мова)
Ди́нка (самоназва Thuɔŋjäŋ, Thuɔŋ ee Jieng чи просто Jieng) — макромова, якою розмовляють представники народу динка в Південному Судані. Належить до ніло-сахарської макросімʼї, кір-аббайської сім'ї. До складу цієї макромови входять такі мови: північно-східна динка (штати Джонглей і Верхній Ніл), північно-західна динка (штат Ель-Вахда (Юніті)), південно-центральна динка (штат Озерний), південно-східна динка (штат Джонглей), південно-західна дінка (штати Північний Бахр-ель-Газаль, Вараб, Західний Бахр-ель-Газаль). У Південному Судані вивчається в початкових школах.

## Писемність
Мова динка користується латинською абеткою та арабським письмом.

### Латинське письмо[8][9]
Перші спроби запису мови динка були здійснені італійськими та німецькими християнськими місіонерами у 1860-их роках. Було оприлюднено граматики, словники та інші тексти цією мовою. Впродовж 1928—1950 років місіонери розробляли орфографії для динка, а також займалися перекладом Біблії та розробкою навчальних матеріалів. Стандартизована латинська абетка була прийнята на мовній конференції в селищі Реджаф (зараз — Південний Судан) у 1928 році.
| A a | Ä ä | B b | C c | D d | Dh dh | E e | Ë ë | Ɛ ɛ | Ɛ̈ ɛ̈ | G g |
| --- | --- | --- | --- | --- | ----- | --- | --- | --- | --- | --- |
| /a/ | /a̤/ | /b/ | /c/ | /d/ | /d̪/   | /e/ | /e̤/ | /ɛ/ | /ɛ̤/ | /g/ |

| Ɣ ɣ | I i | Ï ï | J j | K k | L l | M m | N n | Nh nh | Ny ny | Ŋ ŋ |
| --- | --- | --- | --- | --- | --- | --- | --- | ----- | ----- | --- |
| /ɦ/ | /i/ | /i̤/ | /ɟ/ | /k/ | /l/ | /m/ | /n/ | /n̪/   | /ɲ/   | /ŋ/ |

| O o | Ö ö | Ɔ ɔ | Ɔ̈ ɔ̈ | P p | R r      | T t | Th th | U u | W w | Y y |
| --- | --- | --- | --- | --- | -------- | --- | ----- | --- | --- | --- |
| /o/ | /o̤/ | /ɔ/ | /ɔ̤/ | /p/ | /ɾ/, /r/ | /t/ | /t̪/   | /ṳ/ | /w/ | /j/ |

- Букви ä, ë, ɛ̈, ö, ɔ̈, u позначають придихові голосні.
- Звуки [w] та [j] в кінці слів передаються буквами u та i відповідно.
- Довгі голосні позначаються двома буквами для голосних: aa, ëë, ïï, ii, öö, ɛ̈ɛ̈, uu, oo, ɛɛ, ää, ee, ɔɔ, ɔ̈ɔ̈.
- Дифтонги передаються написанням двох (або трьох — коли у складі дифтонга є довгий голосний) букв для голосних: iɛ, iɛɛ, iɛ̈, iɛ̈ɛ̈, uɔ, uɔɔ, uɔ̈, uɔ̈ɔ̈.
- Тони на письмі не позначаються (в мові динка їх чотири: високий, низький, спадаючий, зростаючий)[11].

### Арабське письмо
У часи, коли Південний Судан і Судан становили єдину державу, розроблялась арабська абетка для мови динка та інших місцевих мов. Вибір саме арабської графіки пояснювався тим, що це сприятиме єдності держави, оскільки державною мовою була арабська. З метою розробки нового алфавіту було створено групу, яку очолив Халіл М. Асакір, — лінгвіст з Каїрського університету. Ця група працювала в суданських провінціях Бахр ель-Газаль та Екваторія, і в 1960 році випустила книги мовами динка, занде, барі, мору, латука, написані арабським письмом. У той же час у провінції Верхній Ніл розробкою арабського письма для мов шіллук, ачолі та ануак займався лінгвіст Гарві Гукстра (Harvey Hoekstra). У 1960-их роках суданська група на чолі з Юсіфом аль-Халіфа Абу-Бакром, та Гарві Гукстра ухвалили рішення про використання стандартизованого арабського письма для мов півдня Судану. Розробкою арабської азбуки для мови динка займається також Ісламська організація з питань освіти, науки і культури (إيسيسکٯ‎/ISESCO). Розробка відбувалася в Хартумі в Міжнародному університеті Африки. У ній брав участь Юсіф аль-Халіфа Абу-Бакр, який ще у 1960-их роках створював арабський алфавіт для мов півдня Судану.

## Додаткові джерела і посилання
- Загальна декларація прав людини мовою динка (латинська абетка).
- Динка-англійський словник.
- Новий Завіт мовою динка (латинське письмо).
- Memorandum of the spelling of place names in the Sudan
- Мова динка на сайті Ethnologue: Dinka. A macrolanguage of South Sudan (англ.)
- Мова динка на сайті Glottolog 3.0: Subfamily: Dinka [Архівовано 15 серпня 2017 у Wayback Machine.] (англ.)
- Мова динка на сайті WALS Online: Language Dinka [Архівовано 15 серпня 2017 у Wayback Machine.] (англ.)